# 由薫のFRIDAY NIGHT DIVER
『由薫のFRIDAY NIGHT DIVER』（ゆうかのフライデー・ナイトダイバー）は、2025年4月5日（4日深夜）からBAYFMで放送されているラジオ番組。

## 概要
シンガーソングライター・由薫による「金曜の夜ふけに潜り込んだあなたと作る秘密の遊び場」というコンセプトの番組。
ZIP-FMで2025年3月まで放送されていた『You Kaleidoscope』に続くレギュラー番組である。
放送時間は、毎週土曜 0:00 - 0:27（金曜 24:00 - 24:27）。